# ياسو تاكاموري
ياسو تاكاموري (高森 泰男) (ولد 3 مارس 1934) هو لاعب كرة قدم ياباني سابق، شارك في دورة الألعاب الاولمبية الصيفية عام 1956 في ملبورن.

## روابط خارجية
1. ↑   https://www.sanyonews.jp/article/374811/1. {{استشهاد ويب}}: |url= بحاجة لعنوان (مساعدة) والوسيط |title= غير موجود أو فارغ (من ويكي بيانات) (مساعدة)
2. ↑  "Yasuo Takamori Biography and Statistics". Sports Reference. مؤرشف من الأصل في 2018-05-27. اطلع عليه بتاريخ 2009-10-27.

- ياسو تاكاموري على موقع الاتحاد الدولي (مؤرشف)  (الإنجليزية)
- ياسو تاكاموري على موقع ناشيونال فوتبول تيمز (الإنجليزية)
- ياسو تاكاموري على موقع عالم كرة القدم.نت (الإنجليزية)
- ياسو تاكاموري على موقع أوليمبيديا (الإنجليزية)